# Ferganosaurus
Ferganosaurus är ett släkte sauropoda dinosaurier. Typarten är F. verzilini som är den enda arten i släktet. Dess kvarlevor hittades först 1966 i Kirgizistan av Sergei Kurzanov och Anatolij Rozhdestvensky men beskrevs först år 2003 av Vladimir Alifanov och Alexander Averianov. Den var en var en växtätande dinosaurie och levde i mitten av Jura och var nära släkt med Rhoetosaurus. Den kunde bli upp till 18 meter långa från nos till svans och väga 15 ton.